# Carlus
Carlus (okzitanisch Carluç) ist eine französische Gemeinde mit 659 Einwohnern (Stand: 1. Januar 2022) im Département Tarn in der Region Okzitanien (vor 2016: Midi-Pyrénées). Carlus gehört zum Arrondissement Albi und zum Kanton Albi-2 (bis 2015: Kanton Albi-Sud). 

## Geografie
Carlus liegt etwa fünf Kilometer südsüdwestlich vom Stadtzentrum Albis. Umgeben wird Carlus von Le Sequestre im Norden, Albi im Nordosten und Nordwesten, Saliès im Osten, Lamillarié im Südosten, Poulan-Pouzols im Süden sowie Rouffiac im Westen.

## Bevölkerungsentwicklung
| 1962                      | 1968 | 1975 | 1982 | 1990 | 1999 | 2006 | 2013 |
| ------------------------- | ---- | ---- | ---- | ---- | ---- | ---- | ---- |
| 340                       | 334  | 319  | 584  | 580  | 547  | 641  | 674  |
| Quelle: Cassini und INSEE |      |      |      |      |      |      |      |